# Imperium słońca (film)
Imperium słońca (ang. Empire of the Sun) – amerykański film fabularny z 1987 roku w reżyserii Stevena Spielberga. Film jest ekranizacją autobiograficznej powieści J.G. Ballarda pod tym samym tytułem. Akcja filmu toczy się w czasie II wojny światowej.

## Obsada
- Christian Bale – Jim „Jamie” Graham
- John Malkovich – Basie
- Miranda Richardson – pani Victor
- Nigel Havers – dr Rawlins
- Joe Pantoliano – Frank Demarest
- Leslie Phillips – Maxton
- Masatô Ibu – sierżant Nagata
- Emily Richard	– Mary Graham (matka Jima)
- Rupert Frazer – John Graham (ojciec Jima)
- Peter Gale – pan Victor
- Takatoro Kataoka – kamikadze
- Ben Stiller – Dainty
- David Neidorf	– Tiptree
- Ralph Seymour	– Cohen
- Robert Stephens – pan Lockwood
- Zhai Naishe – Yang
- Guts Ishimatsu – sierżant Uchida
- Emma Piper – Amy Matthews
- James Walker – pan Radik
- Jack Dearlove – śpiewający więzień
- Anna Turner – pani Gilmour
- Ann Castle – pani Phillips
- Yvonne Gilan – pani Lockwood
- Ralph Michael	– pan Partridge
- Sybil Maas – pani Hug
- Eric Flynn – brytyjski więzień
- James Greene – brytyjski więzień
- Simon Harrison – brytyjski więzień
- Barrie Houghton – brytyjski więzień
- Paula Hamilton – brytyjska więźniarka
- Thea Ranft – brytyjska więźniarka
- Tony Boncza – brytyjski więzień
- Nigel Leach – brytyjski więzień
- Sheridan Forbes – brytyjski więzień
- Peter Copley – brytyjski więzień
- Barbara Bolton – brytyjska więźniarka
- Francesca Longrigg – brytyjska więźniarka
- Samantha Warden – brytyjska więźniarka
- Kieron Jecchinis – amerykański więzień
- Michael Crossman – amerykański więzień
- Gary Parker – amerykański więzień
- Ray Charleson	– amerykański więzień
- Burt Kwouk – pan Chen
- Tom Danaher – pułkownik Marshall
- Kong-Guo-Jun – młody Chińczyk
- Takao Yamada – japoński kierowca ciężarówki
- Hiro Arai – japoński sierżant
- Paul McGann – porucznik Price
- Marc de Jonge	– Francuz
- Susan Leong – Amah
- Nicholas Dastor – Paul
- Edith Platten	– siostra Paula
- Shirley Chantrell – Chinka gotująca na Detention Centre
- John Moore – pan Pym
- Ann Queensberry – pani Pym
- Sylvia Marriott – pani Partridge
- Frank Duncan – ojciec pani Hug
- Ronald Eng – doradca Chena
- Za Chuan Ce – sprzedawca
- Shi Bui Qing – sprzedawca
- Lu Ye – Kupiec
- Guo Xue Liang – kupiec
- Ge Yan Zhao – kupiec

## Nagrody i nominacje
Film Spielberga był nominowany do Oscara w 6 kategoriach, jednak nie otrzymał żadnej statuetki.

## Muzyka
Bardzo dobre recenzje zebrała muzyka skomponowana przez Johna Williamsa.